# Šitboř

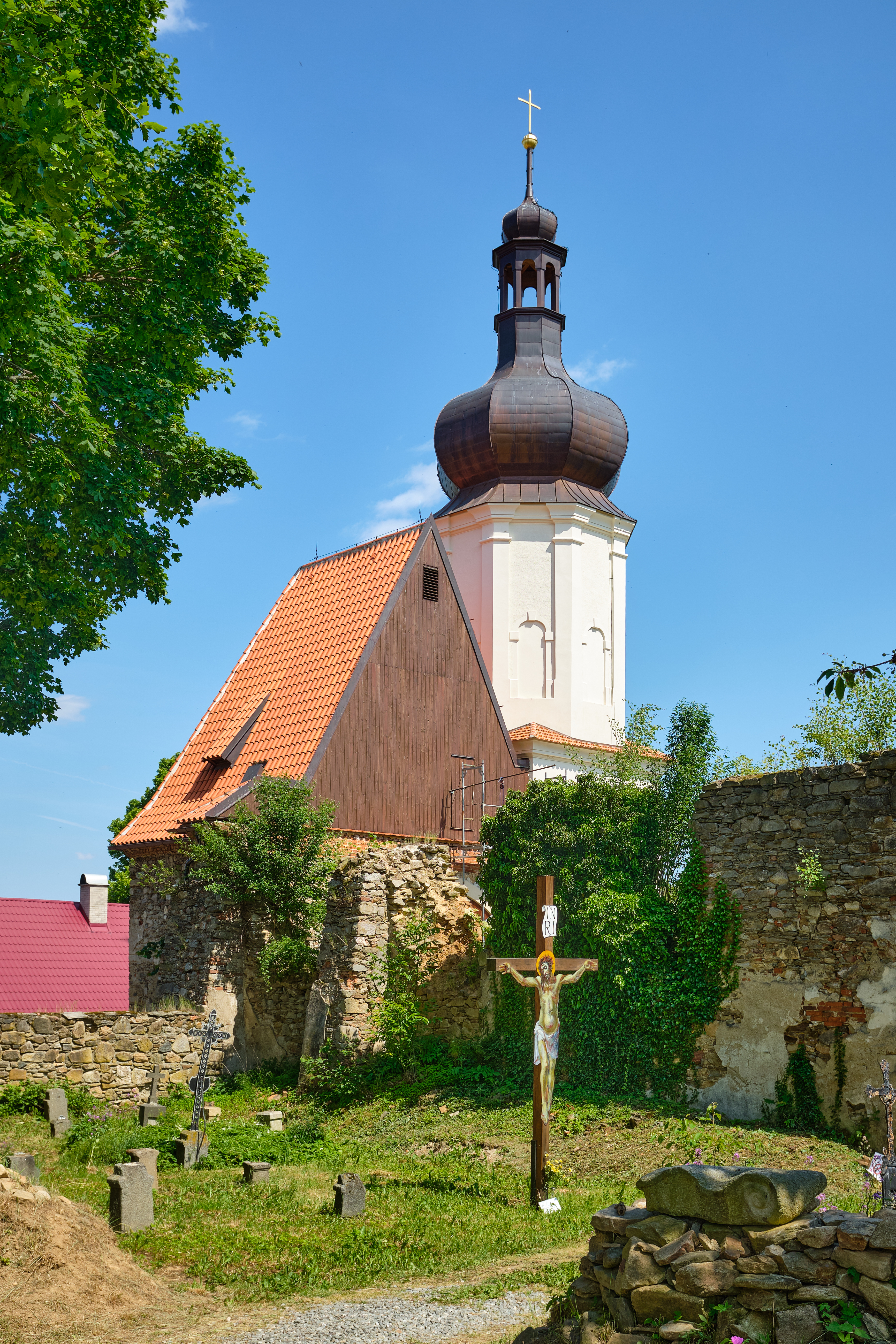
Kirche St. Nikolaus in Šitboř

Šitboř (deutsch Schüttwa) ist ein tschechisches Dorf und Ortsteil der Gemeinde Poběžovice im Bezirk Domažlice in der Pilsner Region (Westböhmen).

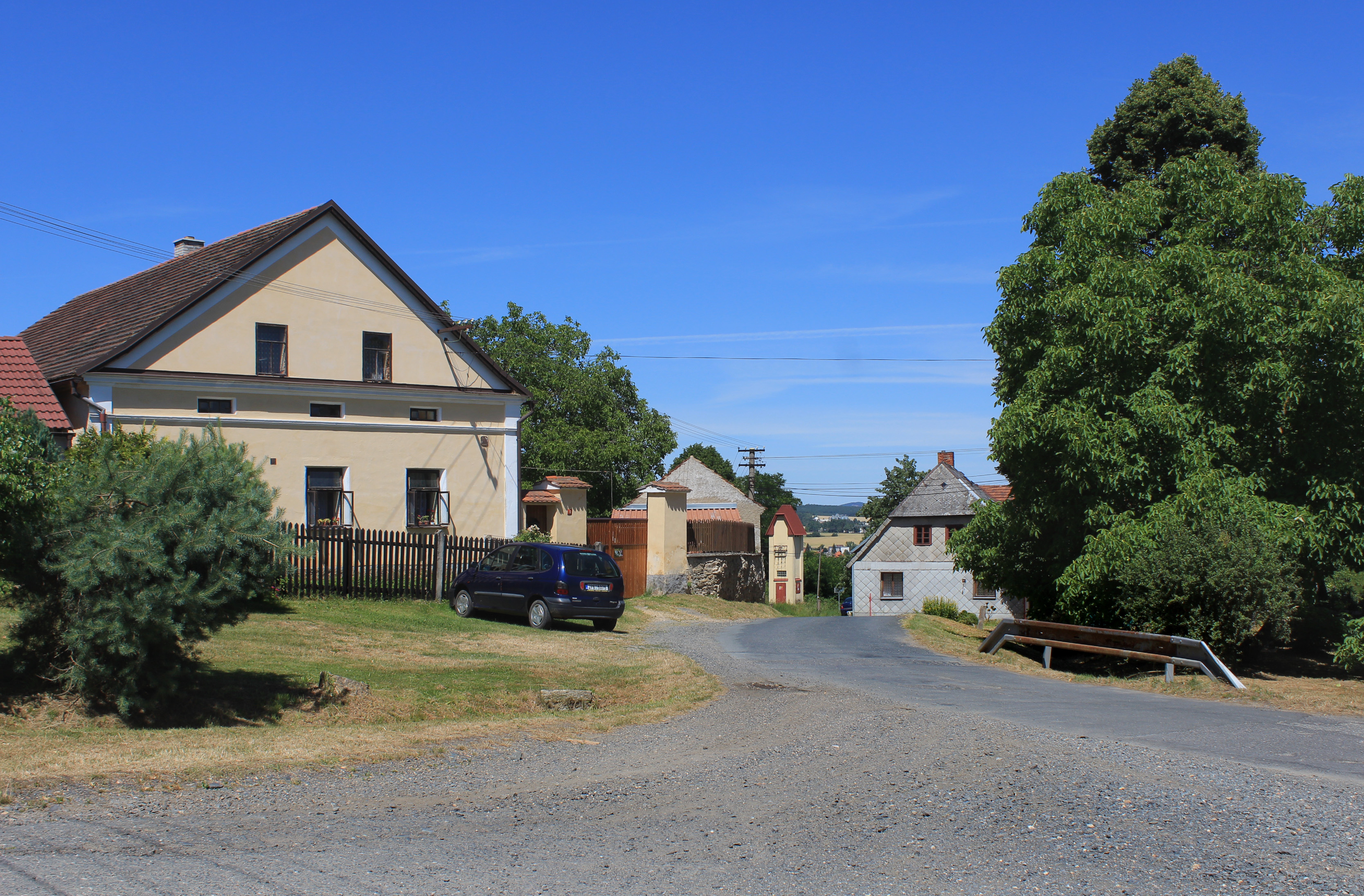
Poběžovice, Šitboř

## Geografie
Šitboř liegt ungefähr drei Kilometer südlich von Poběžovice. Oberhalb von Šitboř tritt Glimmerschiefer mit Gneis wechsellagernd auf. Er bildet hier zahlreiche Quarzlinsen und Drusen, so dass man viele Quarzkristalle mit schwarzen rindenförmigen Überzügen finden kann.

## Geschichte
Wahrscheinlich wurde Šitboř (auch: Stibor, Schutbor, Sutworst, Sitbor, Schutbar (Schreibweisen in Urkunden aus dem 14. Jahrhundert); Zittowa (17. Jahrhundert)) schon circa im 10. Jahrhundert von Slawen (Tschechen/Böhmen) gegründet, wobei der Name möglicherweise den Namen des Gründers der Siedlung wiedergibt.
Bischof Adalbert von Prag benutzte auf seinen vier Fahrten nach Rom möglicherweise den Weg über den Hirschstein und kam dabei dann auch durch die Gegend von Schüttwa. Er soll einer Legende nach dort die erste hölzerne Kapelle erbaut und das Christentum eingeführt haben.
1248 wurde der Ort erstmals im Besitz des Augustiner-Klosters Stockau urkundlich erwähnt.
In den Kirchenbüchern ist für 1359–1362 ein Arlebus als Pfarrer von Schüttwa verzeichnet.
Šitboř ist in der Zehentliste von 1384 des Archidiakonats Hořov verzeichnet, das mit dem Gebiet (terra) Tuhošť (Tugocz, Taus) übereinstimmte. Es hatte halbjährlich 11 böhmische Groschen als Zehent zu zahlen.
Schüttwa gehörte im 14. und 15. Jahrhundert zur Burg Hirschstein, Heinrich von Hirschstein wurde als Herr von Schüttwa genannt und ein gewisser Branik von 1402 bis 1405. Kaiser Sigmund verschrieb 1421 Schüttwa dem Chotieschauer Probst. Seit 1572 war das Kloster Stockau in Besitz der Pfarrei Schüttwa.
Nach dem Dreißigjährigen Krieg wurde die St. Nikolaus-Kirche erbaut, die – nach massivstem zwischenzeitlichen Verfall – heute vom Verein Nikolaus(Spolek Mikulaš) in mehreren Schritten schon erheblich gesichert und teilrenoviert wurde z. B. Turmhaube, Turmuhr, neue Glocken, Dachkonstrukt sowie Umfeldverbesserung(Friedhof, Gedenkstele für Johannes von Saaz/~von Tepl).
Poesiomat(Induktionssprachautomat) zur Besucher-Info
1656 gab es in Schüttwa 12 Bauern, 7 Chalupner, 4 Gärtner, ein ödes Anwesen, 37 Gespanne, 34 Kühe, 70 Jungvieh, 71 Schafe und 86 Schweine. 1789 hatte Schüttwa 44 Hausnummern und die Nikolaus-Kirche war mit einem Administrator besetzt. Der Besitzer von Stockau, Dr. Stöhr, ließ 1805 das Pfarrhaus erbauen.
1839 hatte Schüttwa 50 Häuser, 262 Einwohner, die Pfarrkirche St. Nikolaus, das Pfarrhaus, eine Schule, ein Wirtshaus, die Eichelmühle und ein Spiegelglasschleifwerk.
1913 hatte Schüttwa 56 Häuser und 324 Einwohner, 1939 war die Einwohnerzahl auf 277 gesunken.
Nach dem Münchner Abkommen wurde Schüttwa dem Deutschen Reich zugeschlagen und gehörte bis 1945 zum Landkreis Bischofteinitz.
1945/46 wurden die deutschen Bewohner vertrieben.
Im Jahre 1991 hatte Šitboř nur noch 66 Einwohner. Beim Zensus von 2001 lebten in den 36 Wohnhäusern des Ortes 73 Personen.

## Söhne und Töchter von Schüttwa
- In Schüttwa wurde im 14. Jahrhundert Johannes von Tepl (auch: Johannes von Saaz, Johannes Henslin de Sitbor) geboren. Er schuf Anfang des 15. Jahrhunderts sein weltbekanntes Werk Der Ackermann aus Böhmen.[4] Eine Stele zum Gedenken an Johannes von Tepl wurde in Schüttwa 2018 aufgestellt.[9]
- Carl Holzmann (1849–1914), österreichischer Architekt